# Vipera darevskii
Vipera darevskii là một loài rắn trong họ Rắn lục. Loài này được Vedmederja Orlov & Tuniyev mô tả khoa học đầu tiên năm 1986.
Đây là loài rắn độc bản địa tây bắc Armenia, đông bắc Thổ Nhĩ Kỳ, và có thể cũng giáp miền nam Georgia. Không có phân loài nào được công nhận.

## Hình ảnh

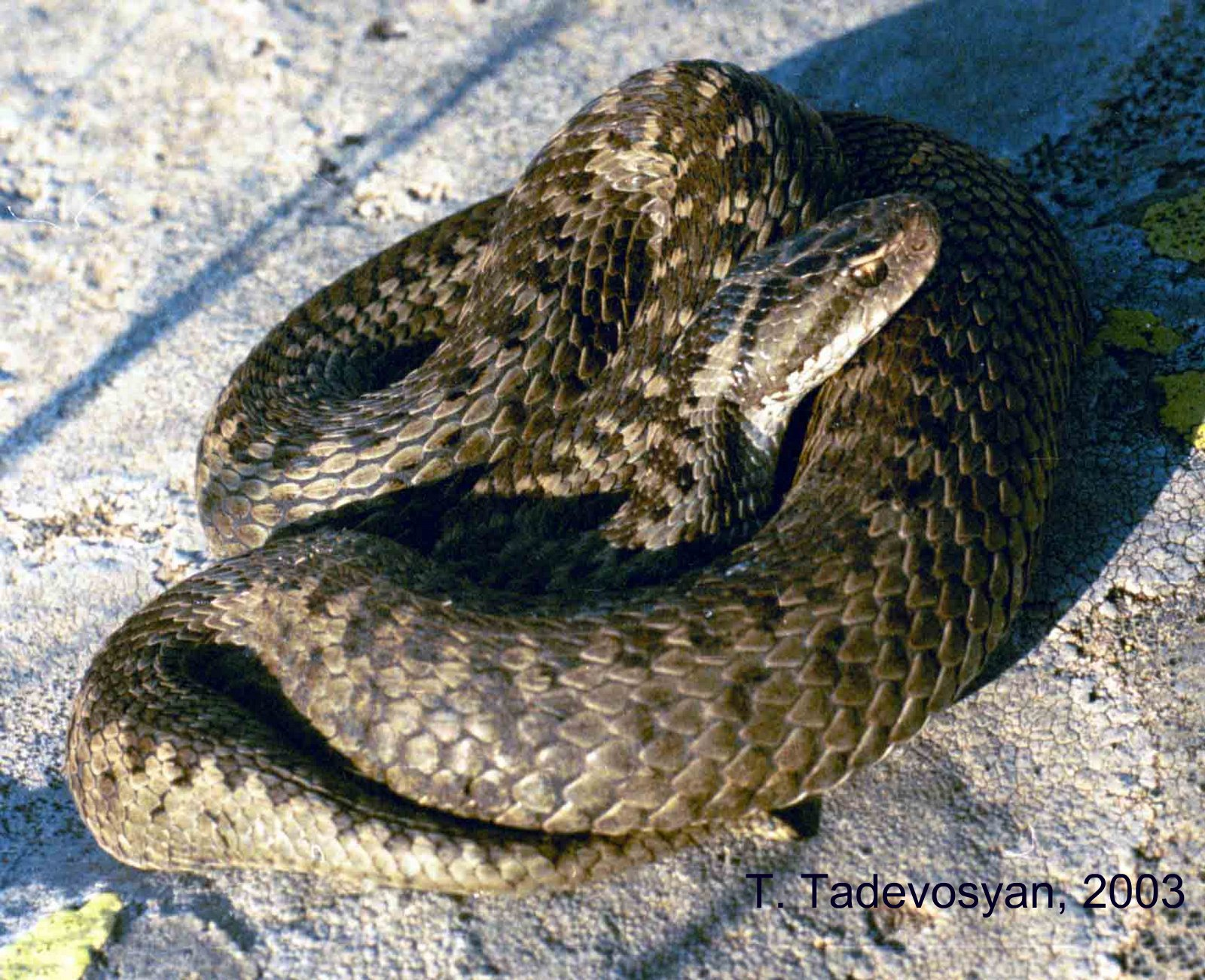